# رسالت (محله)
رسالت محله‌ای در شرق تهران پایتخت ایران‌ است.
بزرگراه رسالت این محدوده را به سیدخندان در شمال بخش مرکزی تهران و در ادامه به بخش‌های غربی این کلان‌شهر متصل می‌کند.